# Krynickillus urbanskii
Krynickillus urbanskii is een slakkensoort uit de familie van de Agriolimacidae. De wetenschappelijke naam van de soort is voor het eerst geldig gepubliceerd in 1971 door Wiktor.